# 에리아이

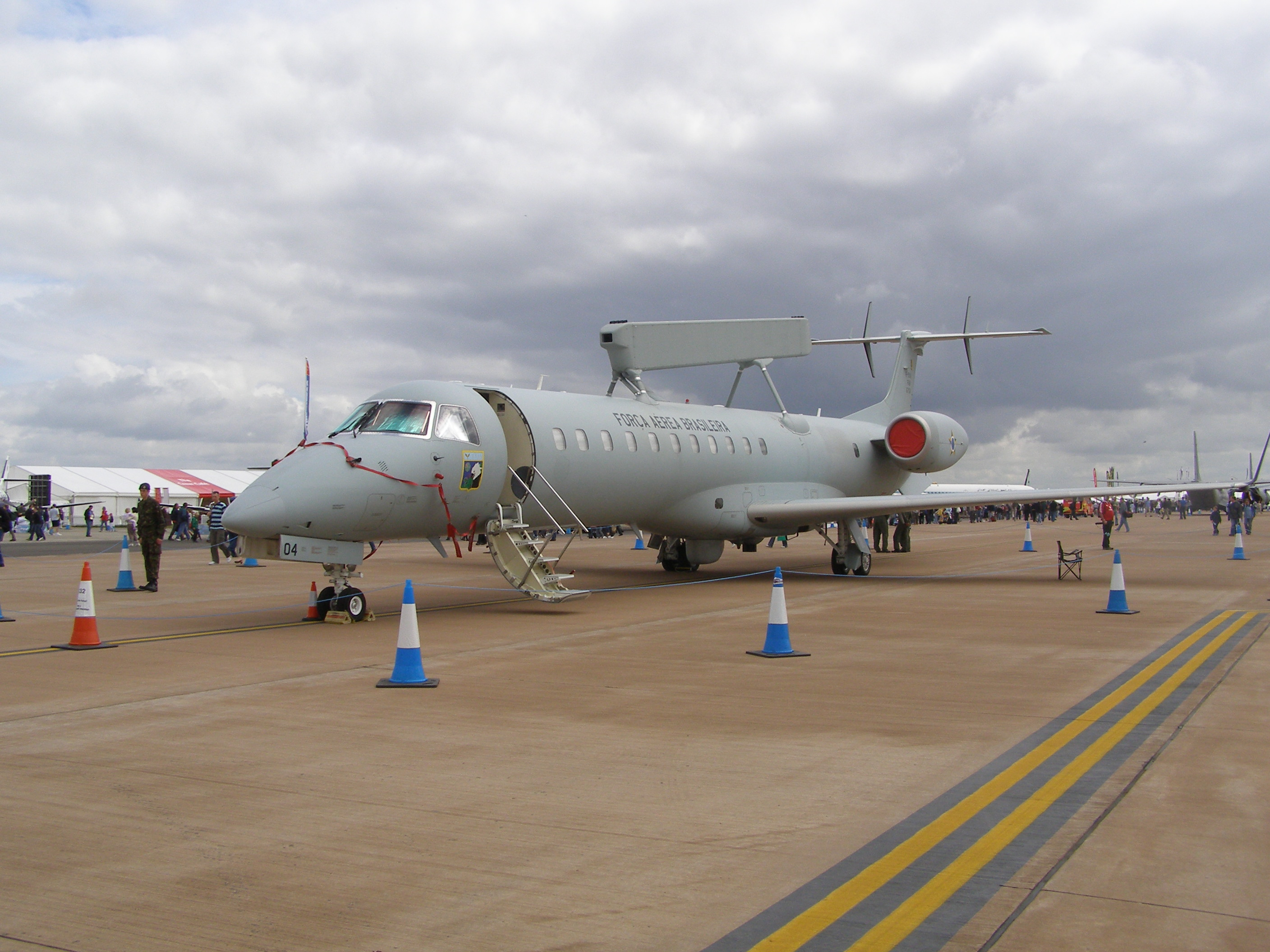
브라질 공군의 엠브라에르 R-99

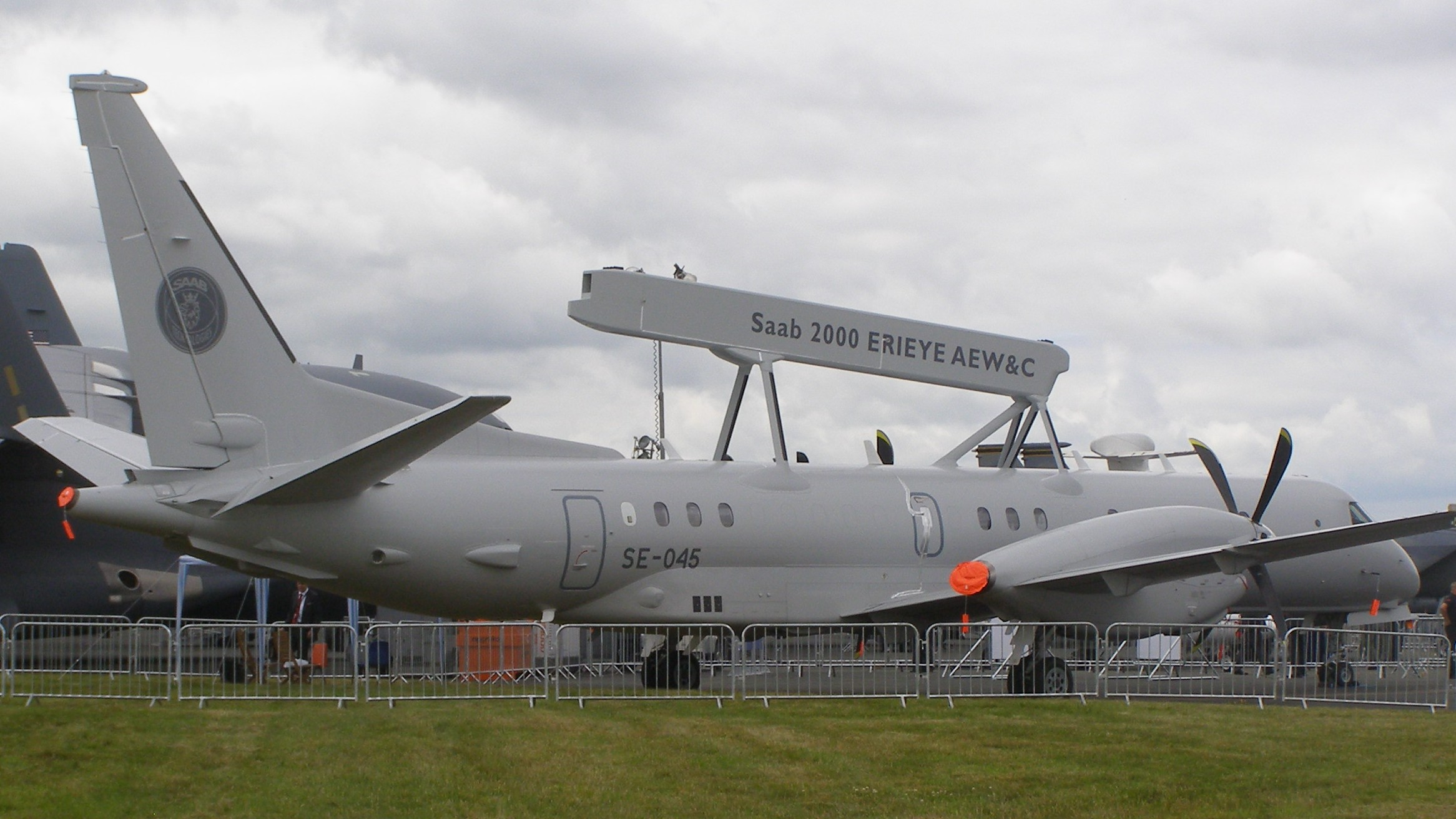
2008년 판버러 에어쇼에 공개된 사브 2000 Erieye AEW&C은 파키스탄을 위해 개발되었다.

에리아이(Erieye)는 스웨덴의 사브사가 개발한 조기경보기용 AESA 레이더이다. 원래 에릭슨사 제품인데, 사브사에 합병되었다.
에리아이는 브라질의 엠브라에르 R-99 또는 EMB-145나 스웨덴의 사브 2000 비행기 등 다양한 비행기에 장착된다.
레이더는 300도의 방위를 탐지한다. 최대 450km 탐지거리, 적의 전자전 방해가 심한 경우에는 최대 350 km의 탐지거리를 갖는다. 피아식별(IFF) 기능과 대수상레이더 모드도 갖추고 있다.
에리아이는 나토의 대공 시스템과 완벽하게 호환된다.
스웨덴은 그리스에 에리아이 시스템을 대여해 주었다. 사브사는 파키스탄에 6대의 시스템을 판매하는 80억 크로나 상당의 계약을 체결했다. 최근에, 태국 공군은 사브 340 비행기에 장착한 에리아이 시스템을 구매계약했다. 이것은 스웨덴 그리펜 전투기 구매계약의 일부이다.

## 운용국가
스웨덴 - 4대
 브라질 - 8대
 멕시코 - 1대
 그리스 - 4대
 파키스탄 - 2대 2 more to be delivered in 2010.
 태국 - 1대. 추가로 1대 주문. 최초인도는 2010년
 아랍에미리트 - 2대 사브 340 비행기.

## 갤러리

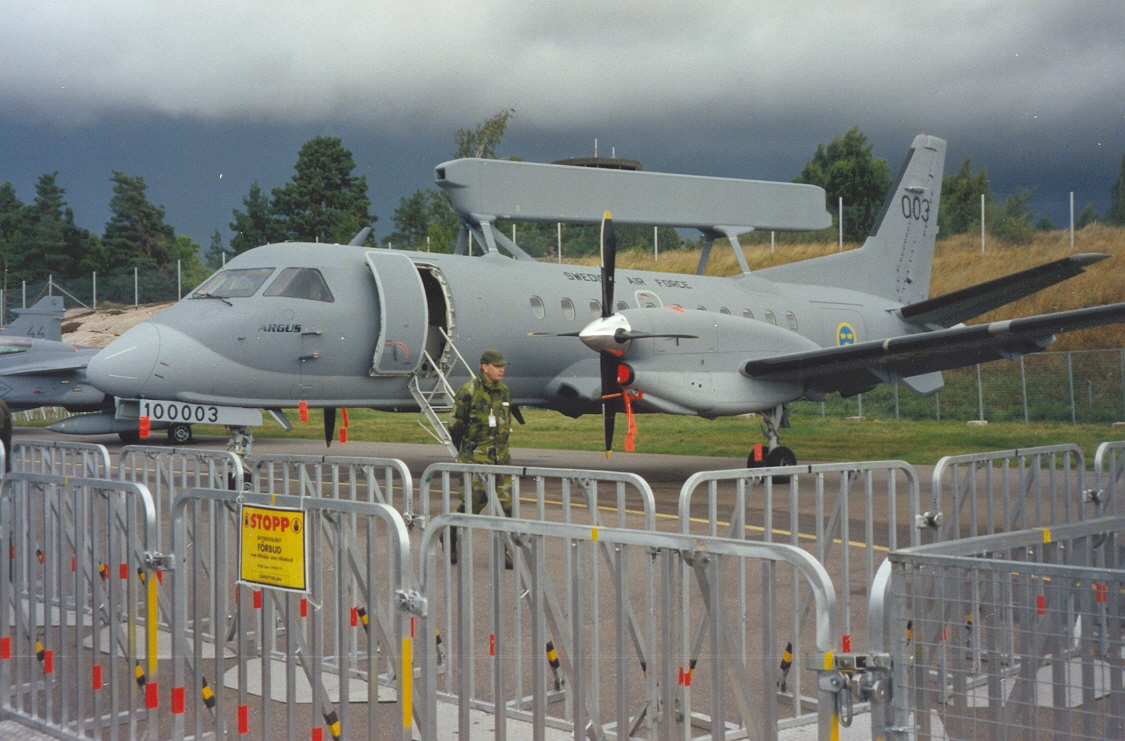
스웨덴 공군의 S-100 Argus (사브 340 Erieye AEW&C)
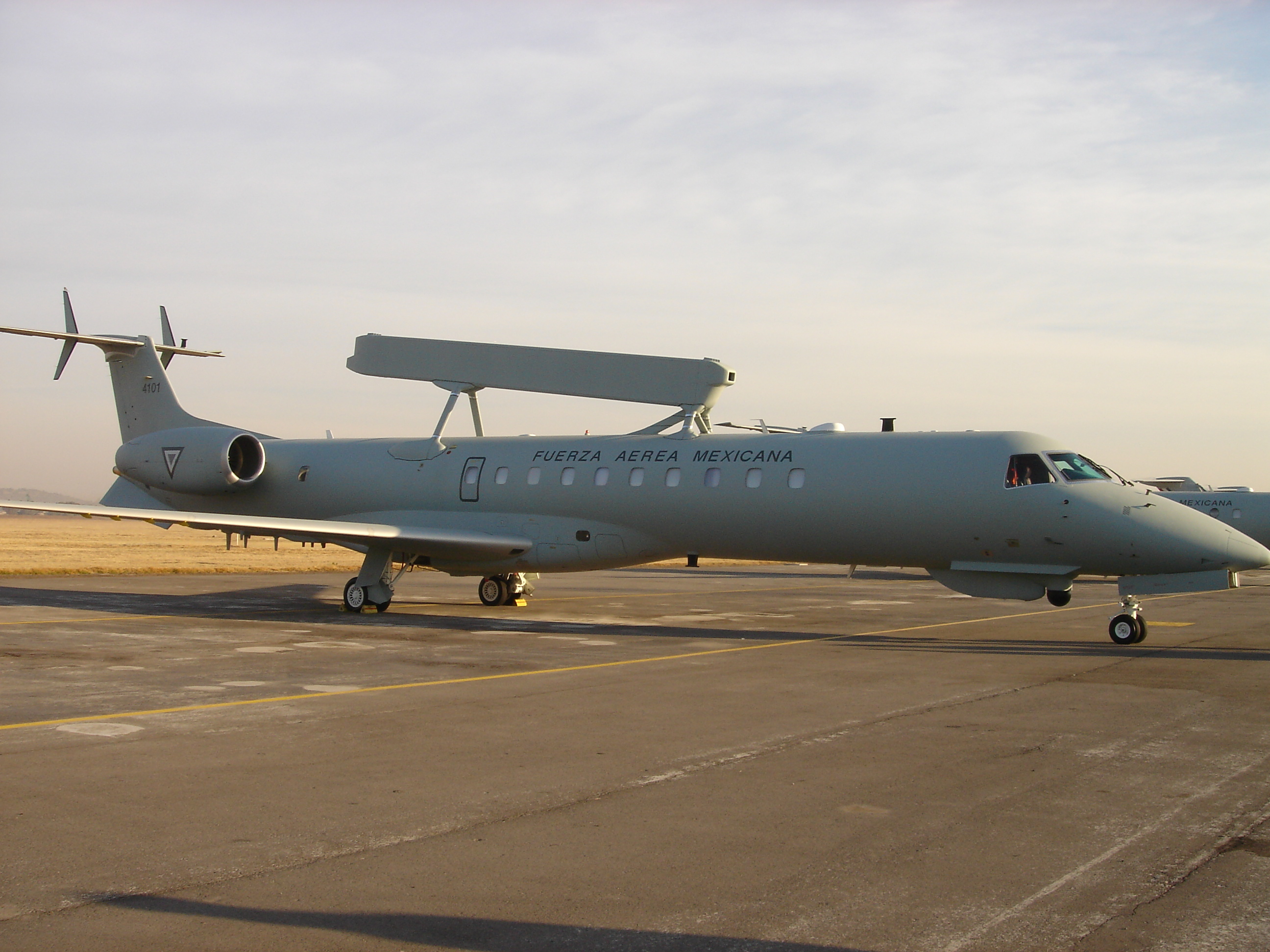
멕시코 공군의 엠브라에르 R-99A AEW&C
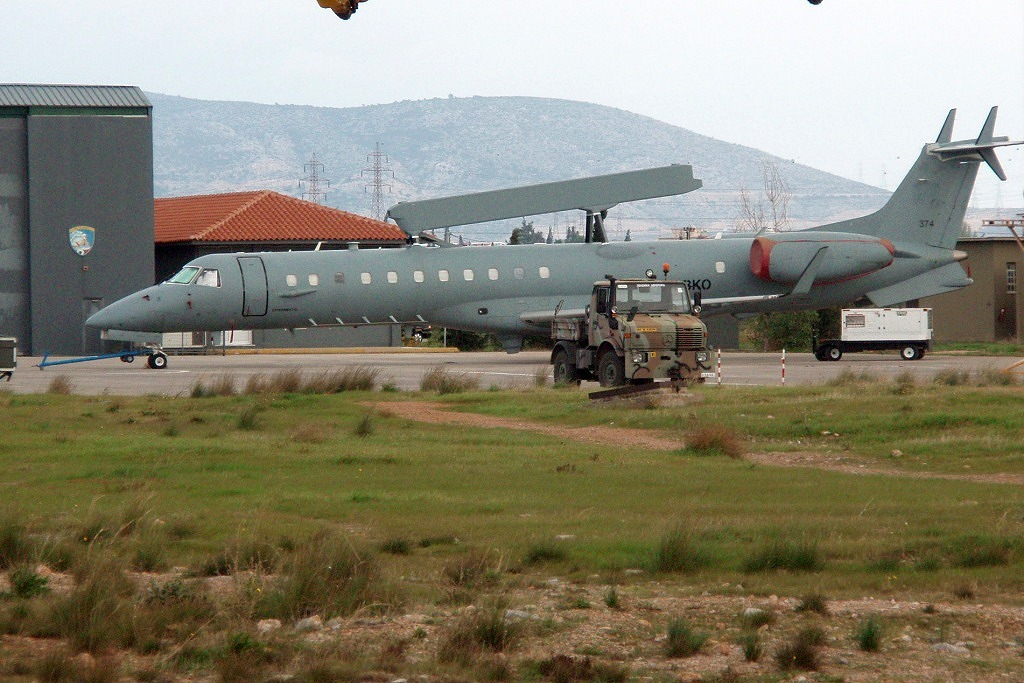
그리스 공군의 엠브라에르 R-99
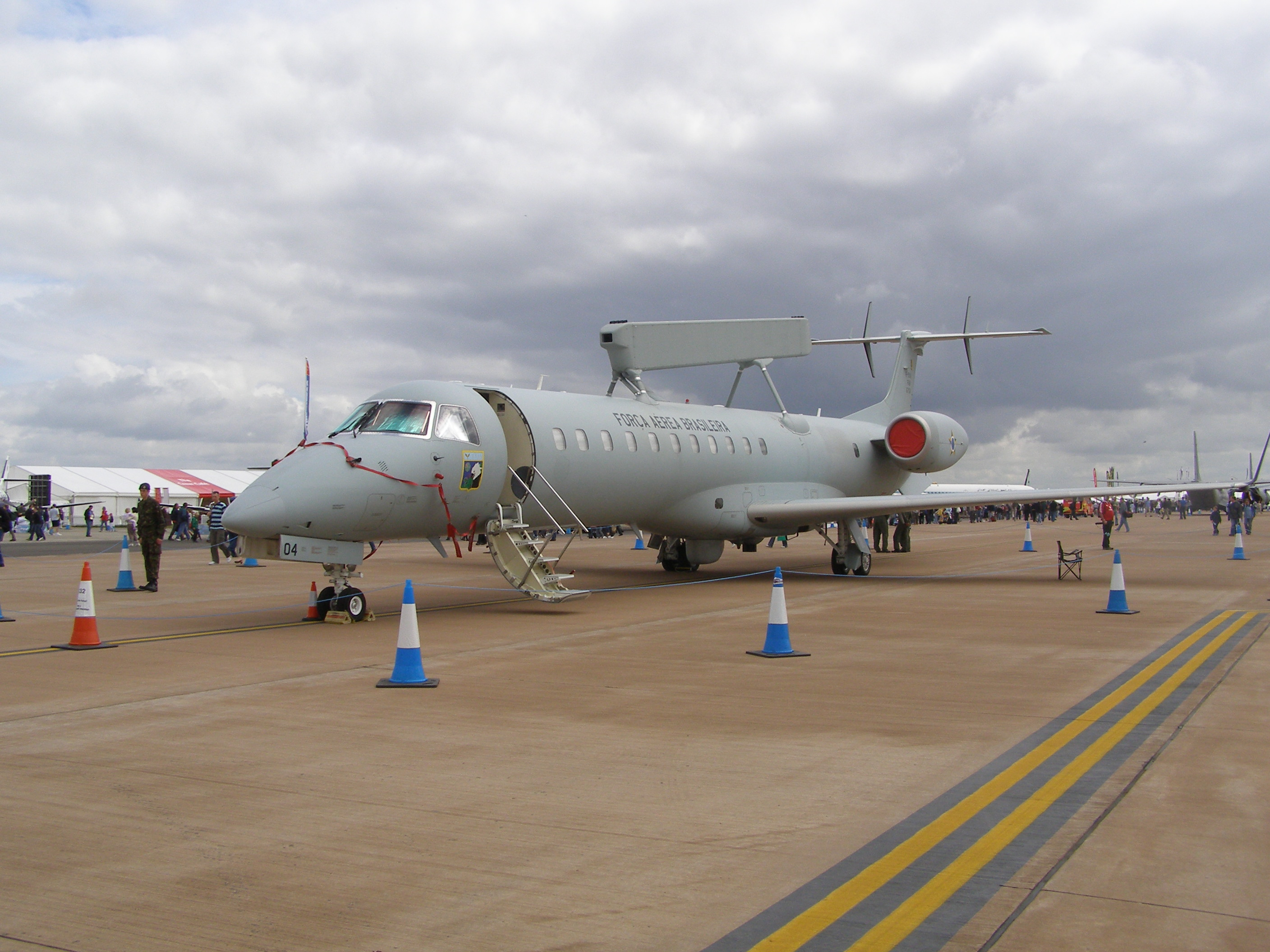
브라질 공군의 엠브라에르 R-99
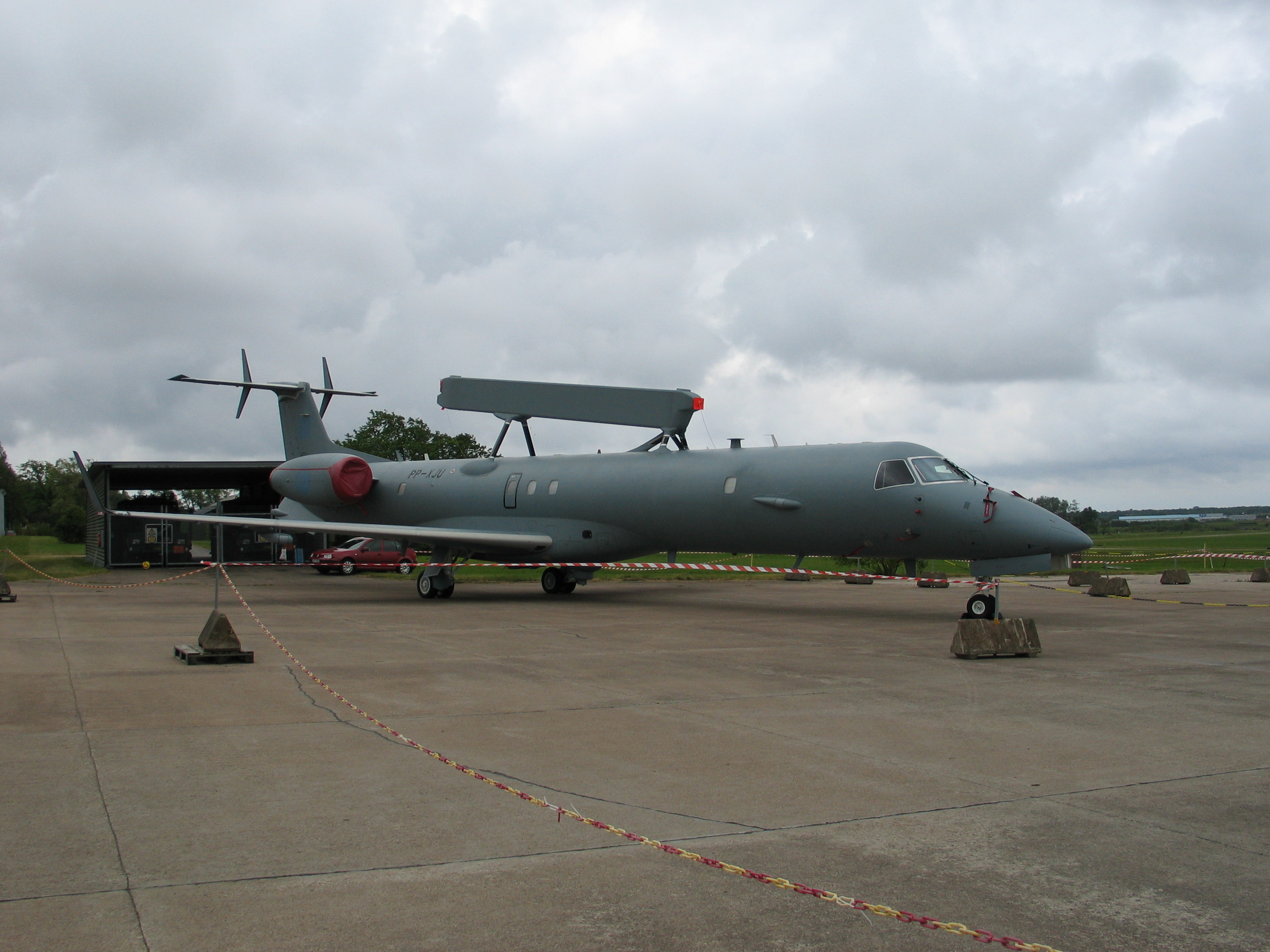
브라질 공군의 엠브라에르 R-99
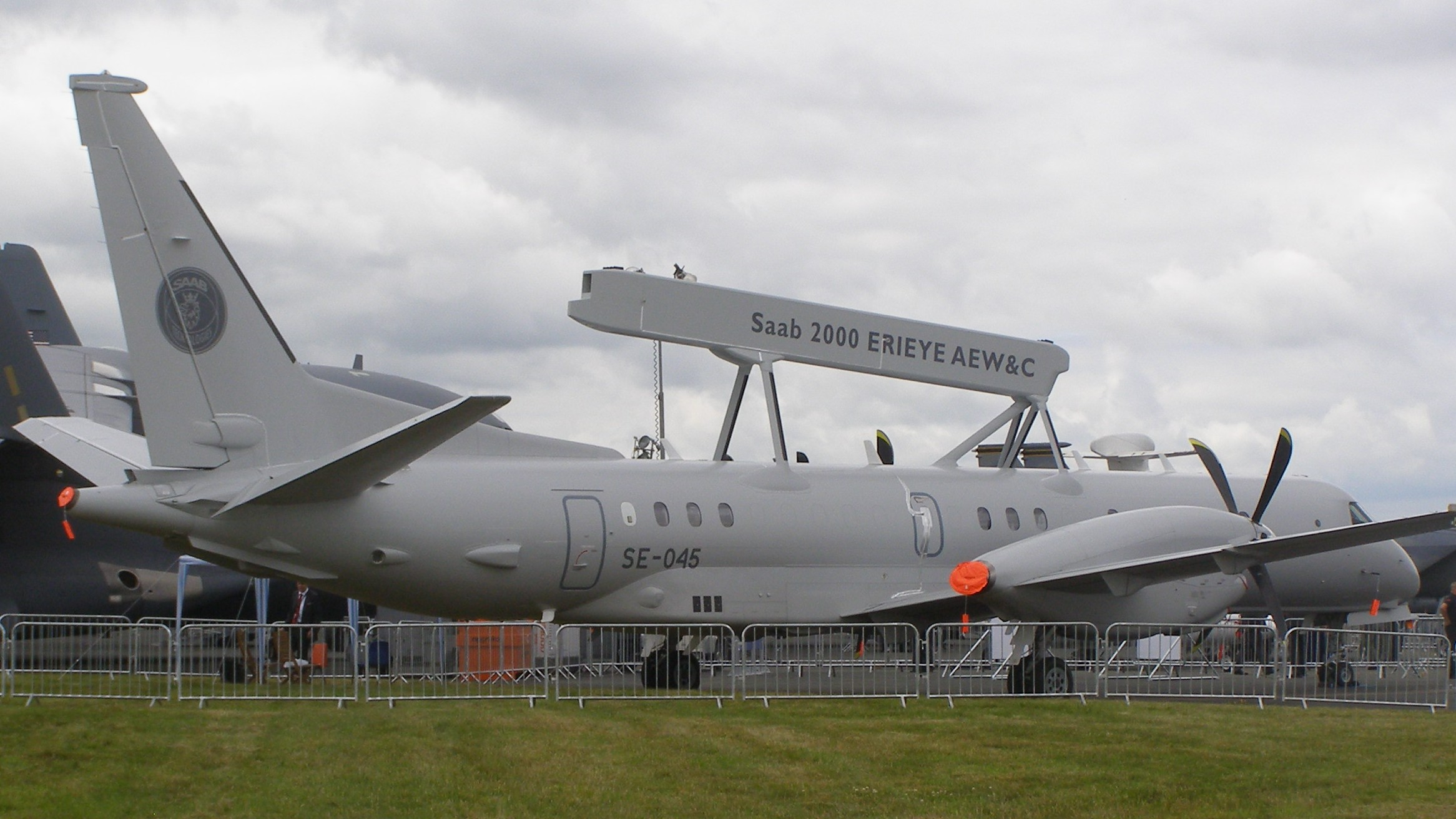
파키스탄 공군의 사브 2000 Erieye AEW&C